# Samurai Deeper Kyo
Samurai Deeper Kyo (サムライ ディーパー キョウ, Samurai Dīpā Kyō, souvent abrégé en « SDK ») est un manga écrit et dessiné par Akimine Kamijō. Il a été prépublié entre 1999 et 2006 dans le magazine Weekly Shōnen Magazine de l'éditeur Kōdansha, et a été compilé en un total de trente-huit tomes. La version française est éditée en intégralité par Kana.
L'histoire se situe à l'époque du Japon médiéval, quatre ans après la bataille de Sekigahara en 1600.
Il a été adapté en série télévisée d'animation de vingt-six épisodes par le Studio Deen entre juillet et décembre 2002.

## Synopsis
Un jeune pharmacien, Kyoshiro Mibu, rencontre une jeune femme qui se dit asthmatique et souhaite la soigner. Mais cette femme se révèle être en fait Yuya Shiina, une célèbre chasseuse de prime, « celle qui se trouve partout sur la route de Tokai ». Elle croit avoir reconnu en Kyoshiro le portrait du grand meurtrier Kyo aux yeux de démon, l'homme aux 1 000 victimes…

## Personnages et trame principale
Au premier abord, on pourrait penser que cette histoire est du type de L'Étrange Cas du docteur Jekyll et de M. Hyde : Kyo le sanguinaire refaisant surface lors de périodes de tension alors que Kyoshiro est pacifique et a l'air plutôt inoffensif. Mais au fil de l'aventure, on apprend que Kyo et Kyoshiro sont en fait deux personnes avec à l'origine deux corps bien distincts, et que Kyo a été emprisonné dans le corps de Kyoshiro par celui-ci pour une raison qui reste inconnue jusqu'à la fin de l'histoire où tous les secrets sont dévoilés. La ligne directrice du manga est donc la recherche de son corps, caché quelque part. Pour ce faire, il croisera de nombreuses personnes dont certaines deviendront des amis. D'anciens compagnons de Kyo s'étonnent de ce comportement car ils l'avaient connu solitaire et égoïste, et le voir ainsi protéger d'autres personnes leur paraît être un signe de faiblesse pour certains mais pour d'autres une force inépuisable. Mais la véritable force n'est-elle pas celle qui permet de réussir à protéger ses proches ?

## Univers

### Aspect historique
Samurai Deeper Kyo se déroule donc dans le Japon du début de l'ère du shogunat des Tokugawa. Des flashbacks durant le déroulement de l'histoire rappellent des faits historiques telle que la bataille de Sekigahara. L'aspect historique ne s'arrête pas là, car la majeure partie des protagonistes sont basés sur des personnes ayant réellement existé tels que Yukimura Sanada, Nobuyuki Sanada, Ieyasu Tokugawa, Hidetada Tokugawa, Izumo no Okuni, Muramasa Sengo, Masamune Date, Nobunaga Oda, ou, encore, Tomoe Gozen.

### Armes
Durant les différents combats, une multitude d'armes est utilisée par les personnages. Certaines sont communes alors que d'autres sont magiques dans le sens où elles choisissent qui pourra les manier et ce en permanence. Il est donc possible qu'en combat elles refusent tout simplement de poursuivre une attaque si le cœur de leur porteur change. Ces armes ont toutes été fabriquées par un seul homme nommé Muramasa et on les appelle les Sabres Muramasa. Ces armes sont les seules à pouvoir blesser l'ex-roi rouge, le chef du clan Mibu.

### Combats
Les combats des premiers tomes n'utilisant que l'art du maniement du sabre ont peu à peu laissé place à des attaques combinant les forces physiques et mentales. Bien que les combats restent au corps à corps, les protagonistes utilisent des techniques leur permettant d'améliorer leur potentiel de combat (endurance, force…). Chaque combattant possède ses propres techniques.
Les Sabres jouent aussi leur rôle si leur propriétaire leur parle. Les Sabres Muramasa, qui sont des sabres maléfiques, peuvent décupler leur force en étant en phase avec leur propriétaire : après leur maniement, ce sont eux qui jouent un rôle important dans un combat.
Il arrive souvent que lors d'un combat, l'un des deux protagonistes s'écroule. Commence alors pour lui une bataille contre lui-même, une bataille qui déterminera qui de sa volonté ou de son corps l'emportera et s'il se relèvera ou pas. Les combats ne se résument pas à des prouesses techniques, ils sont aussi beaucoup basés sur la volonté des belligérants. Un personnage faible peut l'emporter sur un personnage fort simplement parce que sa volonté de gagner était plus forte.

### Similitudes avec les RPG
De ce fait, nous pouvons en déduire que ce manga ressemble fortement à un RPG. En effet, les personnages deviennent de plus en plus puissants au fur et à mesure de leur voyage, comme s'ils montaient en niveau et gagnaient de l'expérience à chaque combat.
Le fait qu'ils puissent utiliser des techniques améliorant leur potentiel de combat est semblable aux sorts et techniques de « soutien » des RPG. La présence d'attaques ne pouvant être utilisées qu'un certain nombre de fois avant d'être épuisées rappellent fortement les PP ou PE (Point de Pouvoir/Point d'Esprit) des grands classiques. Par ailleurs, il faut attendre une journée afin qu'elles puissent être utilisées à nouveau, ce qui rappelle les fameuses auberges (« INN ») des RPG permettant de regagner les PP. Certaines attaques, comme le « Souffle du Vampire », aspirent l'énergie vitale des ennemis afin d'en redonner à l'attaquant, choses récurrentes dans les RPG.
Ensuite, les attaques fusions (ou combinées) des personnages ne sont pas sans rappeler celles des RPG japonais. On peut aussi noter que les membres du faux clan mibu, en mourant, disparaissent au lieu de laisser un cadavre, comme les personnages tués par le ou les personnages incarnés dans les RPG. Également, Kyo et Akira, en cherchant sans cesse à être les plus forts, ont une attitude de gros bills. Enfin, le groupe de héros est constitué très exactement comme celui d'un RPG : Kyo est le personnage aux compétences équilibrées, Yuya (et plus tard, Akari) est la guérisseuse du groupe, Bontenmaru est le Berserker, tandis qu'Akira et Luciole peuvent être considérés comme les « magiciens », le premier maniant la Glace et le second le Feu.

### Thèmes abordés
- La vie des samouraïs

La plupart des personnages sont des samouraïs et le manga nous décrit une partie de leur monde. Comme tout bon combattant ils recherchent sans cesse de nouvelles techniques de combat. Certains grâce à leur force, servent le bien en défendant les faibles, ne voulant se battre que contre des experts alors que d'autres préfèrent utiliser leur science à des fins peu louables comme s'entraîner à maîtriser une nouvelle technique sur des innocents sans armes ou faire régner la terreur sur des villageois sans défense.
- Les maladies incurables et recherches médicales

Dans les mangas Samurai Deeper Kyo, la « maladie de la mort » est une sorte de maladie qui décime tout le clan Mibu. Les symptômes sont les suivants : vomissements de sangs de plus en plus fréquent finissants par entrainer la mort. L'étude de la maladie est compliquée par le fait que, sauf exception, les Mibu se désintègrent en poussières à leur mort, au lieu de laisser un cadavre (quelle que soit la cause de la mort).
Heureusement, Akari finit, dans le dernier tome, par trouver des anticorps contre cette maladie dans le sang de Ruru, la protégée du défunt ex-roi rouge.

## Manga
La série, écrite et dessiné par Akimine Kamijyo, a été publié dans le magazine Weekly Shōnen Magazine entre les numéros 26 de l'année 1999 et 23 de l'année 2006. 308 chapitres ont été publiés au total. Le premier volume relié est sorti le 15 octobre 1999 et le trente-huitième et dernier le 14 juillet 2006. Une édition bunko de dix-huit tomes a été publiée entre août 2012 et novembre 2013,. Un artbook est également sorti le 12 août 2003.
La version française est éditée en intégralité par Kana, en édition simple (publiée d'avril 2001 à avril 2008) et double (publiée de mai 2010 à octobre 2013), et l'artbook est sorti le 5 décembre 2008. Le manga est également édité en Amérique du Nord par Tokyopop puis par Del Rey Manga,,.

## Anime
L'anime composé de vingt-six épisodes a été diffusé entre le 2 juillet et le 23 décembre 2002 sur TV Tokyo au Japon. Il est produit par Studio Deen et réalisé par Junji Nishimura.
La principale différence entre le manga et l'anime se situe en la transformation des ennemis en monstres. En effet, l'anime reprend la plupart des personnages du manga mis à part le fait que durant leur combat, les « méchants » se transforment en des gigantesques monstres appelés Kenyo. Il y a apparition d'un nouveau personnage ainsi que d'un cinquième muramasa porté par celui-ci, mais qui est cette fois-ci une sorte de gatling qu'il porte au bout du bras, et qui fonctionne grâce à son énergie interne et non comme une arme blanche. L'adaptation reprend uniquement les premiers tomes du manga.
La version française est éditée en DVD par Mabell.

### Musique
Opening
Aoi no requiem (Requiem bleu) de Yuiko Tsubokura
Ending
Love Deeper (Aime plus fort) de Yuiko Tsubokura

## Jeux vidéo
Deux jeux vidéo basés sur l'univers de la série ont été édités par Bandai au Japon. Le premier est sorti sur PlayStation le 12 décembre 2002 et le second est sorti sur Game Boy Advance le 27 décembre 2002.

### Documentation
- Kara, « Trop Kyo », BoDoï, no 45,‎ octobre 2001, p. 88.